# 1600 en philosophie
Chronologie de la philosophie
- 1596
- 1597
- 1598
- 1599
- 1600
- 1601
- 1602
- 1603
- 1604

L’année 1600 a été marquée, en philosophie, par les événements suivants :

## Publications
- Guidobaldo del Monte : Perspectivæ libri VI (1600), Pesaro

- Nicolò Vito di Gozze : Nicolai Viti Gozzi (...) Psalmum Commentarius, Venezia 1600

- Scipion Dupleix :  La Logique ou l’art de discourir et raisonner, Paris, Dominique Salis, 1600.

- Bartholomaeus Keckermann : 
  - Systema logicae, tribus libris adornatum, pleniore praeceptorum methodo, et commentariis scriptis ad praeceptorum illustrationem. Hanoviae: Antonius 1600, 6. ed. 1613; letzte Aufl. 1620
  - Systema grammaticae Hebraeae, sive, sanctae linguae exactior methodus. Hanoviae: Antonius, ca. 1600

## Naissances
- David de Rodon ou Derodon, né en 1600(?) à Die et mort en 1664 à Genève, est un théologien calviniste et philosophe français.

## Décès
- 17 février à Rome : Filippo Bruno, dit Giordano Bruno, né en janvier 1548 à Nola en Italie, frère dominicain et philosophe[1],[2],[3],[4] italien. Sur la base des travaux de Nicolas Copernic et Nicolas de Cues, il développe la théorie de l'héliocentrisme et montre, de manière philosophique, la pertinence d'un univers infini, qui n'a ni centre ni circonférence [5], peuplé d'une quantité innombrable d'astres et de mondes identiques au nôtre.